# Bundesvereinigung Deutscher Chorverbände
La Bundesvereinigung Deutscher Chorverbände (ou Confédération des associations allemandes de chorale) est l'organisation de tutelle de musique vocale en Allemagne. Elle regroupe sept fédérations allemandes qui regroupent 34 000 chorales et 800 000 membres. L'association est fondée en 1952 sous le nom de "Arbeitsgemeinschaft Deutscher Chorverbände" (Association des associations chorales allemandes). Elle prend son nom actuel en 2012.
Les membres de la confédération sont :
- Verband Deutscher Konzertchöre (de) (VDKC),
- Arbeitskreis Musik in der Jugend (AMJ),
- Internationaler Arbeitskreis für Musik (IAM),
- ACHORDAS Chor- und Musikverband,

Ainsi que des chorales religieuses :
- Chorverband in der Evangelischen Kirche in Deutschland (CEK),
- Deutscher Chorverband Pueri Cantores
- Allgemeiner Cäcilien-Verband für Deutschland (de)(ACV).

Le Deutscher Chorverband (de) part de l'organisation le 31 décembre 2011.
Les principales missions de l'organisation sont :
- La mise en réseau des associations membres ainsi qu'avec d'autres associations nationales et internationales de la scène culturelle
- La promotion en tant qu'organisation majeure de la scène chorale amatrice en Allemagne envers les autorités politiques, les médias et le public
- L'aide à l'organisation de projets de la musique chorale en Allemagne
- La coordination pour l'obtention de la Zelter-Plakette (de)

## Source de la traduction
- (de) Cet article est partiellement ou en totalité issu de l’article de Wikipédia en allemand intitulé « Bundesvereinigung Deutscher Chorverbände » (voir la liste des auteurs).